# Вісвасена
Вісвасена — правитель саків з династії Західні Кшатрапи.